# Marcos García Fernández
Marcos García Fernández (San Martín de Valdeiglesias, 4 dicembre 1986) è un ex ciclista su strada spagnolo, professionista dal 2009 al 2022. Ha vinto il Tour of Japan 2018.

## Carriera
Tra gli Under-23 vince la Vuelta a Ávila nel 2007 e la Bizkaiko Bira nel 2008. Da professionista in Europa non ottiene successi, è però secondo al Gran Premio de Llodio 2010 e alla Vuelta a Castilla y León 2014 a tappe, e terzo alla Vuelta a La Rioja 2010 e al Gran Premio de Llodio 2011; partecipa inoltre al Giro d'Italia 2009 e alla Vuelta a España 2010 vestendo la divisa della Xacobeo Galicia, e alle Vuelta a España 2012 e 2013 con la Caja Rural.
Nel 2016 gareggia si trasferisce in Giappone al Kinan Cycling Team, iniziando a gareggiare perlopiù in gare dell'UCI Asia Tour: durante l'anno si classifica secondo al Tour of Japan. Nel 2017 ottiene il primo successo, in una tappa del Tour of Japan, e in stagione fa suo anche il Tour de Hokkaido; l'anno dopo conquista una frazione e la classifica finale del Tour of Japan, superando in classifica Hermann Pernsteiner e il compagno di squadra Thomas Lebas. Nel 2019, dopo essersi classificato secondo al Tour of Thailand, vince il Tour of Peninsular in Malaysia.

## Palmarès

### Strada
- 2006

6ª tappa Vuelta a Palencia (Palencia > Palencia)
- 2007

2ª tappa Vuelta a Ávila (Las Navas del Marqués > El Tiemblo)
4ª tappa Vuelta a Ávila (Arévalo > Avila)
Classifica generale Vuelta a Ávila
4ª tappa Vuelta a Palencia (Velilla > Virgen del Brezo)
- 2008

Classifica generale Bizkaiko Bira
- 2017 (Kinan Cycling Team, tre vittorie)

7ª tappa Tour of Japan (Izu > Izu)
3ª tappa Tour de Hokkaido (Hakodate > Monte Hakodate)
Classifica generale Tour de Hokkaido
- 2018 (Kinan Cycling Team, due vittorie)

6ª tappa Tour of Japan (Fuji Speedway > Monte Fuji)
Classifica generale Tour of Japan
- 2019 (Kinan Cycling Team, due vittorie)

4ª tappa Tour of Peninsular (Sungai Koyan > Cameron Highlands)
Classifica generale Tour of Peninsular

#### Altri successi
- 2019 (Kinan Cycling Team)

Classifica scalatori Tour de Kumano
Classifica scalatori Tour of Peninsular

### Mountain bike
- 2021

Campionati spagnoli, Prova Elite Marathon

## Piazzamenti

### Grandi Giri
- Giro d'Italia

2009: 52º
- Vuelta a España

2010: 44º
2012: 27º
2013: 75º